# Ján Pozor
Ján Pozor (* 22. März 1983) ist ein slowakischer Fußballschiedsrichterassistent.
Pozor ist seit der Saison 2014/15 Schiedsrichterassistent in der slowakischen 1. liga. Bisher war er bereits bei über 160 Ligaspielen im Einsatz. 
Seit 2019 steht er auf der Liste der FIFA-Schiedsrichter und ist an der Spielleitung internationaler Fußballspiele beteiligt.
In der Saison 2017/18 war Pozor erstmals bei einem Spiel in der Europa League, in der Saison 2018/19 erstmals bei einem Spiel in der Champions League im Einsatz.
Im April 2024 wurde Pozor zusammen mit Branislav Hancko als Schiedsrichterassistent von Ivan Kružliak für die Europameisterschaft 2024 in Deutschland nominiert.